# Гарифуллина, Аида Эмилевна
Аи́да Эми́левна Гарифу́ллина  (тат. Аида Эмил кызы Гарифуллина; род. 30 сентября 1987, Казань) — российская оперная певица (сопрано). Заслуженная артистка Российской Федерации (2020), Заслуженная артистка Татарстана (2013).

## Биография

### Ранние годы
Родилась 30 сентября 1987 года в Казани. Отец — Эмиль Дамирович Гарифуллин — предприниматель (ландшафтный дизайнер). Мать — Ляйля Ильдаровна Гарифуллина — по специальности дирижёр хора, директор Центра современной музыки Софии Губайдулиной, заслуженный деятель искусств Республики Татарстан. У Аиды есть младший брат Рэм. Мать с детства прививала дочери любовь к академическому музыкальному искусству, старалась профессионально поддержать её становление как оперной певицы.
В 13 лет Аида выступила в Концертном зале имени П. И. Чайковского (Москва) с Государственным симфоническим оркестром Республики Татарстан в рамках программы «Одарённые дети Татарстана». Через год стала стипендиатом фонда Ф. И. Шаляпина «Лучший голос года» в номинации «Академический вокал».
В 2005 году, получив грант на обучение в Германии, поступила в Высшую школу музыки в Нюрнберге в класс академического вокала профессора и ректора этой школы, тенора Зигфрида Ерузалема. В этом же году приняла участие в праздновании 1000-летия Казани, где спела для многочисленной аудитории, в которую входили иностранные делегации, а также первые лица России.
В 2007 году продолжила обучение вокальному мастерству в Венском университете музыки и исполнительского искусства в классе профессора Клаудии Виски.
В 2009 году силами Венского университета была поставлена опера Моцарта «Так поступают все», где Гарифуллина дебютировала в партии Деспины. В 2010 году она приняла участие в Первом международном конкурсе вокалистов им. Муслима Магомаева в Москве и стала его лауреатом.
В августе 2011 года в качестве посла Универсиады выступила на Церемонии закрытия XXVI Всемирных студенческих игр в городе Шэньчжэне. В ноябре этого же года в Центре современной музыки С. Губайдулиной в Казани на концерте по случаю празднования 80-летия Софии Губайдулиной Гарифуллина исполнила в присутствии автора её ранний вокальный цикл «Фацелия». Вслед за этим состоялся совместный концерт с итальянским тенором Алессандро Сафиной в Казани.
В 2012 году выступила на сцене «Арена ди Верона» в Италии, где состоялась её первая встреча с Пласидо Доминго. Исполнила Je veux vivre из оперы Шарля Гуно «Ромео и Джульетта». В этом же году на открытии Русского дома на Олимпийских играх 2012 в Лондоне познакомилась с Валерием Гергиевым, художественным руководителем Мариинского театра в Санкт-Петербурге. В январе 2013 года по приглашению Гергиева дебютировала на сцене Мариинского в роли Сюзанны в «Свадьбе Фигаро». Позднее в репертуар Гарифуллиной были включены роли Джильды («Риголетто») и Адины («Любовный напиток»).
В июле 2013 в качестве посла исполнила первую песню на церемонии открытия Универсиады в Казани. Также выступила на закрытии «Культурной Универсиады» с оркестром Мариинского театра под управлением Валерия Гергиева.

### «Опералия-2013» и дальнейшая карьера
В августе 2013 года выступила на сцене «Арена ди Верона» в качестве конкурсантки Опералии-2013. Стала обладателем Первой премии международного конкурса оперных певцов Пласидо Доминго «Опералия-2013». На конкурсе были исполнены арии Наннетты («Фальстаф»), Снегурочки («Снегурочка»), Сюзанны («Свадьба Фигаро»), Джульетты («Монтекки и Капулетти» Беллини). За победой в Опералии последовало совместное выступление с Пласидо Доминго на концерте в Пекине. После своего триумфа стала солисткой Венской государственной оперы. 
16 октября Гарифуллиной было присвоено звание заслуженной артистки Республики Татарстан, а также вручена благодарственная грамота президента Республики Татарстан.
5 декабря 2013 года спела в дуэте с итальянским тенором Андреа Бочелли на благотворительном гала-концерте «Дэвид Фостер и Друзья» в Торонто. 30 октября 2013 года выступила на благотворительном концерте Хосе Каррераса и Пласидо Доминго в Большом театре, исполнив арию Лауретты и дуэт Жермона и Виолетты вместе с Доминго.
В марте 2014 года по приглашению Дмитрия Хворостовского выступила в двух концертах из цикла «Хворостовский и друзья».
С начала сезона 2014/15 являлась приглашённой солисткой Венской государственной оперы.
12 февраля 2015 года выступила на открытии юбилейного Венского оперного бала.
22 мая 2014 года в Казани состоялся совместный концерт с Пласидо Доминго на «Татнефть Арене».
9 июня 2014 года выступила на концерте «Ариран» в Сеуле, посвящённом миру между Северной и Южной Кореей.
15—16 июля 2014 года дебютировала в роли Наташи Ростовой на сцене Мариинского театра в премьере оперы «Война и мир» композитора Сергея Прокофьева, написанной в 1943—1945 годах по одноимённому роману Льва Толстого в постановке британского режиссёра Грэма Вика. Премьерные показы спектакля под руководством Валерия Гергиева транслировались в кинотеатрах Европы.
В 2016 году появилась на сцене в роли оперной дивы Лили Понс в британском фильме «Примадонна» («Florence Foster Jenkins»), главные роли в котором сыграли Мерил Стрип и Хью Грант.
В ноябре 2017 года получила австрийское гражданство.
14 июня и 15 июля 2018 года выступила на церемониях открытия и закрытия чемпионата мира по футболу в России.
В 2022 году стала одной из членов жюри шоу «Аватар».
В 2024—2025 годах приняла участие в шоу Первого канала «Фантастика» в образе царевны Забавы. Продержалась до финала, заняла пятое место.
В 2025 году стала наставницей 12 сезона Шоу «Голос. Дети».

### Личная жизнь
Были слухи, что состояла в отношениях с теннисистом Маратом Сафиным.
Есть дочь Оливия (род. 2016).
Вышла замуж за Алексея Воробьёва в апреле 2025 года.

## Репертуар
- В. А. Моцарт — C — Moll Messe[нем.]
- Дж. Пуччини — «Богема», Мюзетта
- Дж. Верди — «Бал-маскарад», Оскар
- Дж. Верди — «Риголетто», Джильда
- Дж. Верди — «Фальстаф», Наннетта
- Г. Доницетти — «Дон Паскуале», Норина
- Г. Доницетти — «Любовный напиток», Адина
- В. А. Моцарт — «Волшебная флейта», Памина
- В. А. Моцарт — «Так поступают все женщины», Деспина
- В. А. Моцарт — «Свадьба Фигаро», Сюзанна
- В. А. Моцарт — «Дон Жуан», Церлина
- Дж. Россини — «Итальянка в Алжире», Эльвира
- Ф. Галеви — «Жидовка», принцесса Евдоксия
- С. С. Прокофьев — «Война и мир», Наташа Ростова
- Н. А. Римский-Корсаков — «Золотой петушок», Шемаханская царица
- Н. А. Римский-Корсаков — «Снегурочка», Снегурочка
- Н. А. Римский-Корсаков — «Садко», Волхова
- П. Этвёш — «Три сестры», Ирина

## Награды и звания
- Стипендиат премии фонда им. Ф. И. Шаляпина «Лучший голос года» в номинации «Академический вокал» (2001).
- Лауреат конкурса вокалистов им. Муслима Магомаева (2010).
- Первая премия международного конкурса оперных певцов Пласидо Доминго Опералия—2013
- Заслуженная артистка Республики Татарстан (16 октября 2013)
- Благодарственная Грамота Президента Республики Татарстан (2013)
- Памятная медаль «XXVII Всемирная летняя универсиада 2013 года в г. Казани» (2013)
- Российская Национальная музыкальная премия «Виктория» (2015)
- Заслуженная артистка Российской Федерации (11 марта 2020) — за большой вклад в развитие отечественной культуры и искусства, многолетнюю плодотворную деятельность[30]